# مقاطعة ودفورد (كنتاكي)
مقاطعة ودفورد (بالإنجليزية: Woodford County, Kentucky)‏ هي إحدى مقاطعات ولاية كنتاكي في الولايات المتحدة. تأسست سنة 1789، بلغ عدد سكانها 23208 نسمة في عام 2010 حسب إحصاء مكتب تعداد الولايات المتحدة .

## أعلام
- جيمس كاي
- جيروم بي. روبرتسون
- إبراهام بافورد الثاني
- تشارلز ويليام فيلد
- إدوارد ك. مارشال

## وصلات خارجية
- woodfordcounty.ky.gov
- United States Counties